# Forêt nationale de Willamette
Pour les articles homonymes, voir Willamette (homonymie).
La forêt nationale  de Willamette est une forêt fédérale protégée dans l'Oregon (États-Unis). Elle est située au centre de la Chaîne des Cascades sur une surface de 6 780,13 km2, ce qui en fait une des plus grandes forêts des États-Unis.
Plus de 1 540 km2 sont désignés espaces sauvages protégés (Wilderness), incluant sept des plus grands pics montagneux. Plusieurs rivières sont catégorisées National Wild and Scenic River. Son nom vient de la rivière Willamette. Elle est traversée par le sentier du Pacific Crest Trail.